# Thomas Clayton Wolfe - Personajes novelados
 Thomas Clayton Wolfe (3 de octubre de 1900 – 15 de septiembre de 1938) fue un importante novelista estadounidense del siglo XX. 
Creó cerca de mil personajes novelados. Destacan algunos de los que siguen, figurando en cursiva la obra de la que forman parte.

## Nebraska Crane
Amigo de niñez de Wolfe en Libya Hill, tres años mayor que él, viven en la misma calle. Es jefe de la pandilla. Tiene algo de sangre de indio cherokee, robusto, pelo negro, carácter tranquilo. Su padre, John Crane, es capitán de la policía local. Es buen jugador de béisbol, llega a ser profesional, jugando en la primera liga. Se casa, tiene dos niños y con sus ahorros se compra una finca de 120.000 hectáreas en Zebulon, localidad a unos 80 kilómetros de Libya Hill, y la dedicará a plantación de tabaco cuando cese con su actividad deportiva. No se deja engañar en 1929 por los especuladores inmobiliarios de su ciudad natal. The Web and the Rock - You Can't Go Home Again.

## El Hombre del Mapa
El autor lo encuentra en una estación de tren en Brooklyn y a él y a otros dos que en el andén se hallan les pregunta sobre cómo se llega a determinada calle. Ésta se encuentra en un barrio peligroso y el autor le trata de desaconsejar que vaya a esa calle. Pero no se inmuta, saca un mapa y afirma que con él no tiene miedo a perderse. Lleva ya tiempo viajando por Brooklyn, lo quiere conocer completamente. El autor le dice que no se puede conocer ese barrio neoyorquino ni en cien años. Pero no se deja convencer. Relato: Only the Dead Know Brooklyn.

## El Conductor de Locomotora
Durante más de veinte años conduce el mismo tren entre dos grandes ciudades y en un lugar solitario en el recorrido que hace cada día, en el que se halla una pequeña casa, hace silbar la sirena y siempre aparece en ese momento una mujer y le saluda. La acompaña una niña que con los años se hace mujer, siendo ambas las que le saludan. Es feliz imaginándose el cálido ambiente que debe existir en esa casa, cómo será la vida de esas dos mujeres y piensa que llegará un día en el que las podrá llegar a conocer. Llega ese día puesto que se ha jubilado. Baja del tren en la estación más próxima a la casa y camina a lo largo de la vía hacia ella. Llega, llama, es recibido, pero al ver la desconfianza en las caras que reflejan ambas mujeres y la hosquedad con que le atienden, comprende el error cometido al venir hasta aquí. Es un viejo, todos sus deseos y esperanzas que ha creado en su corazón se han perdido para siempre ya que nunca ha comprendido el mundo que se encontraba durante tanto tiempo a solo un tiro de piedra. Relato: The Far and the Near.

## William Joyner
Conocido como "Oso Joyner", es el patriarca de la familia Joyner. Es un trampero y leñador que vive tras la independencia de Estados Unidos en un pueblecito en las montañas del Condado de Catawba de Carolina del Norte. Se casa, tiene cuatro hijos, enviuda, vuelve a casarse y tiene otros 16 o 18 hijos, ni él mismo llega a saber cuantos fueron. La aldea, que vive de la explotación de la madera y de la pizarra, va perdiendo vida, por lo que se marcha con los hijos de su primera mujer a Lybia Hill, un pequeño pueblo que se está creando en el valle. Es hombre muy trabajador, de gran fuerza física, y consigue pronto hacerse con extensas tierras y crear un almacén de ventas generales. No tiene cultura pero sí visión de futuro y manda a tres de sus hijos a estudiar. Uno de ellos será juez de distrito y otro se dedicará a la política, llegando a ser gobernador y a ocupar puesto en el Senado. Una nieta suya, Amelia Joyner, será madre de George Webber. The Web and the Rock - You Can't Go Home Again - The Hills Beyond.

## Timothy Wagner
Es el borrachín de Lybia Hill, oveja negra de una antigua familia local. Antes de cumplir los veinticinco años ha heredado dos veces, dilapidando ambas herencias. Así, al recibir la segunda, compra un gran coche, monta en él a otros conocidos vagabundos bebedores del lugar y recorren gran parte del país, llegando siempre bebiendo a la costa del Pacífico. Vuelve arruinado unos meses después y una tía le cede el uso de un céntrico solar. Lo convierte en aparcamiento y con sus ingresos puede seguir viviendo holgadamente, tiene alquilada toda una planta en un buen hotel, viste lujosamente y posee un buen automóvil conducido por un chófer negro con librea. Nunca se le ve caído en el suelo sino que cuando ya su cuerpo no aguanta más se queda apoyado, a veces durante horas, en una farola o una pared. Es uno de los pocos ciudadanos que han aceptado positivamente el libro de George Webber, confirmando el acierto con el que ha reflejado a sus personajes basándose en los de esta ciudad, diciendo que si quiere hablar en su próxima obra del ladrón de caballos que allí tienen, lo hará perfectamente reconocible sin mencionar ni la calle ni el número de la casa en la que vive. You Can't Go Home Again.

## Rumford Bland
Conocido como "Juez Bland", desciende de una antigua familia de Libia Hill y como todos sus antepasados durante los últimos cien años ha estudiado derecho. Durante un tiempo ha sido juez local pero ha llevado una perniciosa vida, perdido estimación y patrimonio, contraído sífilis y quedado ciego. Ha abierto un bufete de abogado en su decrépito edificio, luego un comercio de artículos usados pero en el que se dedica al préstamo usurero. Sus clientes son trabajadores negros que necesitan dinero para pagar una multa, una factura del médico o comprar un mueble para su casa. El importe máximo que presta no supera lo que gana al mes su cliente y que con ese jornal apenas cubre sus necesidades vitales, por lo que Bland se limita a exigirle que todos los sábados, día en el que cobran los trabajadores negros, le entregue cincuenta centavos, importe que sí puede retraer el negro de su paga semanal. Como el negro nunca consigue disponer del importe que figura que ha recibido, Bland le hace ver que los cincuenta centavos semanales son únicamente el importe de los intereses, por lo que el negro pasa años pagando semanalmente los cincuenta centavos, obteniendo Bland varios cientos de interés sobre la cantidad prestada. No es denunciado por las autoridades a pesar de que saben de su ilegal negocio ya que Bland está muy bien informado de que los que pueden hacerlo están a su vez implicados en la turbia especulación inmobiliaria en la que se halla envuelta la ciudad desde que llegó el ferrocarril, lo que hace que la pequeña ciudad de montaña se esté convirtiendo en un importante lugar vacacional frecuentado por gentes tanto del norte como del sur del país. You Can't Go Home Again.

## Paul S. Appleton III
Es propietario de una empresa que fabrica y vende máquinas registradoras. La empresa fue fundada por su abuelo Paul S. Appleton I que a sus viajantes les dio el lema de que "Todo comercio en el país que necesita una máquina registradora y la puede pagar, nos tiene que comprar una". Su nieto da a sus viajantes un lema mucho más agresivo: "No podemos esperar a que el comerciante la necesite, nosotros le abrimos los ojos y le convencemos de que la necesita ya." You Can't Go Home Again

## Padre Dolan
Sacerdote católico neoyorquino de ascendencia irlandesa. Gran estatura, ojos muy azules, muy buen humor, excelente persona, amante del teatro, sabe de memoria casi todo Skakespeare y cena con muy buen apetito en compañía de gente de teatro mientras bebe seis vasos de cerveza. Si al día siguiente tiene que celebrar misa, coloca su reloj de bolsillo sobre la mesa y si durante la cena llega a ser medianoche, deja tanto lo que queda en el plato como en el vaso ya que tiene que estar en ayunas para celebrar la misa. Relato "In the Park".

## James Wyman
Tiene un banco, setenta y cuatro años y poca salud. Se despierta puntualmente a las ocho de la mañana, tal como lo ha hecho siempre, para acudir a su trabajo. Mientras se baña, viste y desayuna, repasa fugazmente su existencia. Odia la enorme mansión que habita en un sitio muy céntrico de Nueva York. La construyó hace cuarenta años complaciendo a su mujer que en todo este tiempo está dando en ella grandes cenas y fiestas para amigos. Le costó doscientos cincuenta mil dólares y calcula que hoy apenas le darían cien mil por ella. Todo es enorme en ella, los techos, las habitaciones, las escaleras, los salones. La decoración y el mobiliario es muy ostentosa y de mal gusto. Y no hay modo de calentarla a pesar de que cada invierno consumen varios camiones de carbón. Hoy no comprende cómo ha podido ceder tanto a las exigencias de su mujer, él había querido siempre poder volver del trabajo simplemente a un hogar cálido y confortable. Su vida empresarial ha sido exitosa y limpia, ha trabajado mucho y con mucha pericia pero nunca ha empleado artimañas ni ha engañado a nadie con sus negocios, de ella está muy satisfecho mientras que considera que su vida hogareña es un fracaso. Al levantarse hoy ha abierto la ventana, ha visto que la mañana es espléndida y repentinamente decide rebelarse contra las disposiciones de su mujer. Ella le obliga a ir vestido siempre con un traje negro dado que considera que es la vestimenta adecuada de un banquero. El pasado año se hizo él por su cuenta un traje gris claro pero ella le ha impedido ponérselo hasta ahora. Hoy se viste con él y lo acompaña con una alegre corbata, asombrando a su ayuda de cámara que comprueba con satisfacción la rebeldía que acaba de renacer en el banquero al que lleva sirviendo desde hace ya mucho tiempo. Wyman sigue con sus pensamientos, sabe de su enfermedad, que no vivirá ya mucho mientras que su mujer, como pertenece a una familia conocida por su longevidad, así el padre de ella aún vive, lo hará mucho, por lo que comienza a deleitarse pensando que llegará el día en el que ella tendrá que pagar el costoso mantenimiento de la mansión, los camiones de carbón, la gran servidumbre, las grandes comidas y fiestas. Al desayunar rechaza la dieta sugerida por su médico, impuesta por su mujer y dispuesta en el aparatoso comedor por el mayordomo, al que ninguna simpatía tiene por su empalagoso servilismo y por estar tan a las órdenes de su mujer, y exige que le dé el desayuno que antaño tomaba: sopa de avena, cuatro rebanadas de pan con mantequilla, huevos fritos con jamón y un café bien fuerte. Consigue ser servido así y mientras desayuna tan satisfactoriamente queda asombrado al ver en el periódico un titular que dice que el hermano de su mujer, un hombre soltero de cincuenta y cuatro años, conocido por su probidad, escritor de numerosas obras religiosas, y que su mujer se lo ha citado una y otra vez como ejemplo, es demandado por una exbailarina de la compañía Ziegfeld Follies, de treinta y siete años, con la que vivía secretamente haciendo vida conyugal desde hacía un año ya que le había prometido matrimonio, al haber desaparecido del domicilio y no accedido a cumplir con el compromiso dado, le reclama cien mil dólares por el daño sufrido. Esta noticia es la que definitivamente alegra el día a James Wyman, ha recuperado su viejo humor y marcha andando alegre a su banco, dándose sonoros golpes en los muslos con el periódico doblado. Relato "The Lion at Morning".

- Datos: Q6146030